# Sistema de Pebas

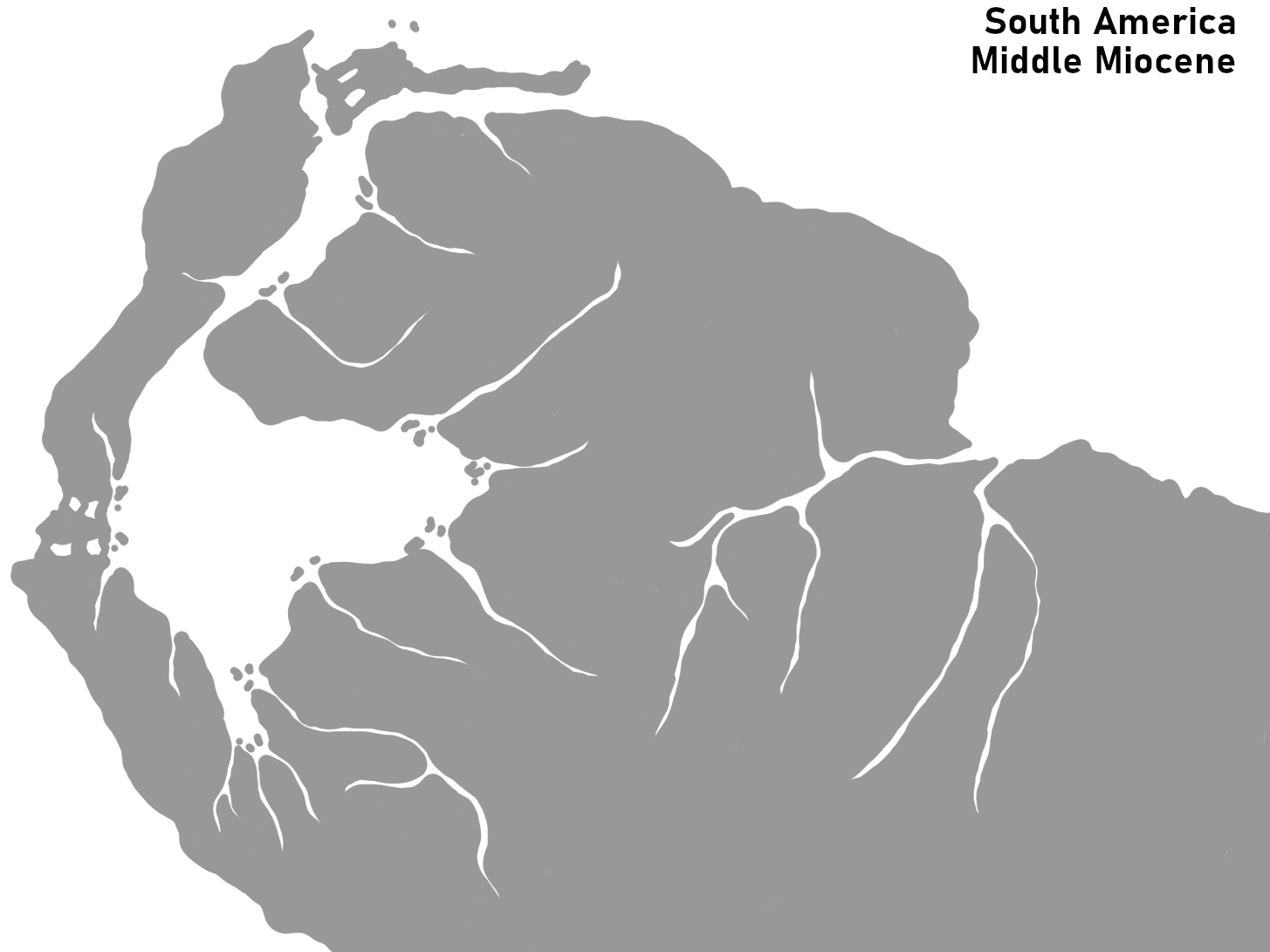
Reconstrucción paleogeográfica del lago Pebas en el interior del Amazonas durante el Mioceno medio.

El sistema de Pebas, lago Pebas o también llamado erroenamente como Mar de Pebas, fue un sistema de humedales y lagos que cubrió gran parte de la cuenca de antepaís de los Andes durante el Mioceno. Se calcula que tenía una extensión de aproximadamente 1.000.000 km². Junto con el Portal Occidental de los Andes, los científicos creen que es uno de los factores que explican la gran biodiversidad de América del Sur. El sistema de lagos y marismas habría constituido una barrera natural y, por lo tanto, habría facilitado la separación de especies en linajes andinos en el oeste y linajes amazónicos en el este. Recibía sedimentos fluviales de los Andes y de los escudos del centro de Brasil y Las Guayanas. La parte brasileña del lago Pebas tiene un alto grado de correspondencia con la formación Solimões.